# Emma Jørgensen
Emma Aastrand Jørgensen (1º agosto 1996) è una canoista danese, specializzata nella velocità e vincitrice della medaglia d'argento nel K1 500m a Rio de Janeiro 2016.

## Palmarès
- Giochi olimpici

Rio de Janeiro 2016: argento nel K4 500m.
Tokyo 2020: bronzo nel K1 200m e nel K1 500m.
Tokyo 2020: bronzo nel K1 500m.
- Mondiali

Mosca 2014: oro nel K2 1000m.
Račice 2017: argento nel K1 200m, bronzo nel K1 500m.
Montemor-o-Velho 2018: argento nel K1 200m.
Seghedino 2019: bronzo nel K1 200m.
- Europei

Mosca 2016: bronzo nel K1 500m.
Belgrado 2018: bronzo nel K1 200m.
- Giochi europei

Minsk 2019: oro nel K1 200m e bronzo nel K1 500m.